# Ulrike Müller-Harang
Ulrike Müller Harang (* 1952) ist eine deutsche Germanistin.

## Leben
Ulrike Müller-Harang studierte Germanistik und Slawistik in Jena. Sie promovierte 1981 an der Friedrich-Schiller-Universität Jena mit einer Arbeit unter dem Titel: Heinrich Böll und die klassische russische Literatur. Ulrike Müller-Harang ist seit 1982 wissenschaftliche Mitarbeiterin bei der Klassik Stiftung Weimar der Abteilung Medienbearbeitung und -nutzung des Goethe- und Schiller-Archivs. 
Bekannt wurde sie u. a. durch die Entdeckung, dass die oft abgebildete vermeintliche Christiane Vulpius in Wahrheit die Schauspielerin Friederike Vohs war. Sie fand als Ursache für die Verwechslung heraus, dass es sich nicht um ein Versehen, sondern um eine bewusste Umdeutung handelte. Das Bild befindet sich in Goethes Wohnhaus in Weimar.
Weiterhin widmet sie sich u. a. Schillers Totenmaske und Goethes Rechnungsbüchern. Sie war die verantwortliche Wissenschaftlerin des Goethe- und-Schiller-Archivs für die Weimarer Fürstengruft und an der Entzifferung des Friedrich-Schiller-Code beteiligt. Sie wirkte auch an der Fernseh-Dokumentation Schillers-Schädel-Schicksal (MDR), 2009 mit.

## Werke (Auswahl)
- Ulrike Müller-Harang: Die Erinnerungen der Charlotte Krackow / das vollständige Manuskript von Caroline Kirms und Charlotte Krackow (Weimarer Schriften; Heft 72), Stadt Weimar, Stadtmuseum Weimar im Bertuchhaus, Weimar 2018. ISBN 978-3-910053-65-6
- Dies. zus. mit Jürgen Beyer und Angelika Schneider: Das Kirms-Krackow-Haus in Weimar : die Baugeschichte, die Geschichte des Gartens, die Hausbewohner, Freunde und Gäste, Hanser Verlag, München-Wien 1999. ISBN 978-3-446-19725-1
- Dies.: Das Weimarer Theater zur Zeit Goethes, Verlag der Klassikerstätten, Weimar 1991. ISBN 978-3-7443-0099-5
- Dies.: Heinrich Böll und die klassische russische Literatur, Diss. Jena 1981.